# Дедовник

Дедо́вник, реже дедю́шник, дидо́вник, дедки или просто дед — распространённое обиходное название для некоторых растений, прежде всего, из семейства Астровые или Сложноцветные (лат. Asteraceae), чаще других — для Бодяка обыкновенного.
Несмотря на свою видимую простоту, русское слово дедовник с вариантами дед, дедовина, дедовни́к или дедки́ относится к числу фитонимов, сложных для филологического анализа. Значительную часть народных названий растений составляют термины, образованные путём метафорического переноса значения в результате омонимии. Это случаи, когда формальный анализ бессилен, а на его место встаёт выяснение различных версий: фольклорных, мифологических образов, легенд, элементов быта, стилистической, эмоциональной оценки предметов, животных или экспрессивной характеристики личных собственных имен. И только одна из версий относится к прямому переносу от общеупотребительного слова дед.:98
Как правило, дедовники — рослые сорные растения, зачастую с острыми или колючими листьями, способные подавить и оттеснить другие растения или поранить руки тем, кто его пропалывает. Внешне они зачастую напоминают своеобразные «царь-травы», выделяющиеся на местности и имеющие вид преобладания над ближним травянистым окружением. Этимологически слово связано с понятием о патриархальности быта или семьи: дед, хозяин, господарь, деспот, тот, кто управляет, царит на земле. Григорий Потанин приводит пример, когда 120-летний дед «с плетью в руке» управлял семьей в 30 взрослых человек::85 «Такое деспотическое воспитание оставило по себе память в народном названии растения дедовник <Cirsium>,:85 которое своими колючками кровавит руки жнецов и которое также называется татарником, мордовником и царь-травой».
Вторая версия этимологически значительно более неожиданная, хотя имеет более ясный и убедительный вывод. Вполне вероятно, что слово дедовник со всеми вариантами имеет иное объяснение. Как и народный фитоним шишоба́р, оно, вполне возможно, скрывает за дедовской внешностью эвфемистическое имя «того, кого нельзя называть», а именно — чёрта. Легко сравнить с украинским дiдько (чёрт) или дiдьчий (чортов, дьяволов). Терминология родства в качестве эвфемизмов — вообще явление очень распространённое в народной лексике, напрямую сближающее слово дедовник с основным фитонимом группы сорных колючих растений — чертополохом.:99
В обиходном и диалектном русском языке дедовники, рассматриваемые в широком смысле слова, входят в большую группу названий так называемых волчцев, — образующих бурьян колючих или просто сильных сорных растений, имена которых в большой степени взаимозаменяемы. Помимо главного фитонима для колючих сорных растений, которым в целом признан чертополох, волчцы включают в себя некий общий набор титульных «трав запустения», включающий в себя такие многозначные народные (обиходные) названия, как: будяк (бодяк), дедовник (дед), лопух, репей (репейник), мордвин (мордовник, мордвинник), осот, татарин (татарник)...:62 В отличие от большинства перечисленных выше фитонимов, дедовник так и не пробил себе путь в профессиональную ботанику, не превратившись в «официальное» имя одного из родов семейства Астровые и оставшись обиходным названием, применимым к большому числу внешне схожих таксонов.
Все приведённые выше названия отсылают к неопределённому числу общеизвестных и распространённых таксонов (как родов, так и отдельных видов растений), среди которых, прежде других, можно перечислить (по алфавиту): Agrimonia, Arctium, Carduus, Carlina, Cirsium, Sonchus, Echinops, Eryngium, Inula, Phlomis, Onopordon, Xanthium.:62:т.IV:1037-1038 При этом популярность и, соответственно, распределение народных имён неравномерно. К примеру, из перечисленных выше девяти русских обиходных фитонимов к родам Carduus и Cirsium применяются все девять, а к роду Arctium — шесть.:92-94 Подразумевая большинство из этих, а также целый ряд других названий, не трудно встретить скрытые упоминания, в том числе, и дедовника в обиходном русском языке. К примеру, под таким разговорным или диалектным именем вполне может оказаться и лопушник, и бодяк, и колючник.
Даже у самых обычных, повсюду встречающихся растений существует множество разных названий, иногда их насчитываются десятки. К примеру, ромашку аптечную в одном месте называют румянкой, в другом — моргуном, а в третьем — романовой травой. Лопух в одних местах могут назвать дедовником, а где-то — репейником. Чтобы не путаться в обиходных именах и иметь возможность разобраться, о каком именно растении идёт речь, существует современная систематика растений, а также справочные словари, в которых диалектные, разговорные или устаревшие имена таксонов привязаны к их точному научному имени.

## Основные таксоны
- Дедовник (лат. Carduus)[10] — общее название для нескольких видов колючих крупных волчецов из рода Чертополох семейства Астровые (лат. Asteraceae),[3] повсеместно распространённых в Европе, Азии и Северной Африке.

- Дедовник, бодяк или репей колкий (лат. Carduus nutans) — одно из обиходных названий чертополоха поникающего, двулетнего очень колючего сорного растения, высотой достигающего полутора метров.

- Дедовник[3] — одно из распространённых народных названий многих видов бодяка (лат. Círsium),[12] повсеместно известных сорных травянистых растений из семейства Астровые (Asteraceae).

- Дедовник, репейник или мордовник — одно из народных названий бодяка болотного (лат. Cirsium palustre), двулетнего травянистого растения высотой до двух метров, с колючими листьями и очень колючим стеблем со скученными на верхушке стебля колючими соцветиями.
- Дедовник, вахлачка или мордовник — одно из народных названий бодяка обыкновенного (лат. Cirsium vulgare, ранее лат. Cirsium lanceolatum), очень колючего сорного двулетнего травянистого растения из семейства астровых, похожего на чертополох.
- Дедовник, мордовник или дедюшник — одно из распространённых обиходных названий бодяка огородного (лат. Cirsium oleraceum), колючего сорного многолетнего травянистого растения с бледными цветами.

- Дедовник[3] — одно из обиходных народных названий типичных волчцов, некоторых видов Колючника (лат. Carlina), выносливых сорных и очень колючих травянистых растений из семейства Астровые (Asteraceae).

- Дедовник, перекати-поле или будяк полевой — одно из народных названий Колючника обыкновенного (лат. Carlina vulgaris), сорного и сильно колючего травянистого растения также из семейства Астровые (Asteraceae).

- Дедовник[3] — одно из распространённых обиходных названий нескольких видов Лопуха (лат. Arctium),[9] двулетних рослых сорных растений из семейства Астровые (Asteraceae).

- Дедовник, лапуха горькая или репейник — одно из распространённых народных названий Лопуха большого (лат. Arctium lappa), крупного сорного травянистого растения, иногда достигающего высотой двух-трёх метров и известного также своими цепляющимися колючими плодами (репьём).

- Дедовник[20] (иногда с уточнением: благодатный), богородицкое репьё или осот итальянская трава[21] — одно из народных названий кникуса благословенного (лат. Cnicus benedictus), сорного травянистого растения из семейства Астровые (Asteraceae), ныне включаемого в род василёк.
- Дедовник[22] (иногда с уточнением — дедовник мелкий), медвежьи головки или переполох — одно из региональных народных названий василька лугового (лат. Centaurea jacea),[23] распространённого по всей территории России цветка, полевого сорного растения, повсеместно встречающегося на полусухих лугах, пастбищах и по обочинам дорог.

## Галерея дедовников
- Чертополох 
(Carduus)
- Чертополох поникающий 
(Carduus nutans)
- Бодяк 
(Cirsium)
- Бодяк болотный 
(Cirsium palustre)
- Бодяк обыкновенный 
(Cirsium vulgare)
- Бодяк огородный 
(Cirsium oleraceum)
- Колючник 
(Carlina)
- Колючник обыкновенный 
(Carlina vulgaris)
- Лопух 
(Arctium)
- Лопух большой 
(Arctium lappa)
- Кникус 
(Cnicus benedictus)
- Василёк луговой 
(Centaurea jacea)